# Piotrowo (Poznań, Rataje)
Piotrowo – część Poznania, na osiedlu samorządowym Rataje, pomiędzy Świętym Rochem na południu i Berdychowem na północy, przy ulicy o takiej samej nazwie, w pobliżu Ronda Rataje, na obszarze SIM Święty Roch. Jest tam usytuowany największy kampus Politechniki Poznańskiej stanowiący wydzielony fragment miasta zwany Poligrodem (także: kampus Piotrowo lub przyszłościowo: kampus Warta). Stanowi on przykład zespołu architektury modernistycznej.

## Historia
Piotrowo było dawniej wsią książęcą, w 1253 (lokacja lewobrzeżnego Poznania) nadaną miastu, jako zaplecze gospodarcze. W roku 1602 Piotrowo uzyskało prawa miejskie. W 1819 liczyło 133 mieszkańców. W roku 1896 zostało włączono w granice Poznania. Do początku XIX wieku stał tu kościół św. Sebastiana.
W latach 1954–1990 Piotrowo należało do dzielnicy Nowe Miasto, a w latach 1996–2010 do osiedla Rataje nad Wartą.

## Komunikacja
Południową granicą Piotrowa przebiega trasa tramwajowa - zlokalizowano tu przystanek Politechnika dla linii 3, 5, 13 i 16 oraz nocnych 201 i 202.